# Gran sello del estado de Wisconsin
El gran sello del estado de Wisconsin es el sello utilizado por la secretaría para autentificar todas las actas oficiales del gobernador, excepto leyes. Consiste en el escudo de armas del estado, rodeado por arriba con las palabras Great Seal of the State of Wisconsin (del inglés: El Gran Sello del Estado de Wisconsin) y por debajo por 13 estrellas, que representan a los estados originales.
- Superior:
  - Forward (Adelante), el lema del estado.
  - Un tejón, el animal del estado.

- Centro, en el escudo estatal:
  - Arriba a la izquierda: Un arado, representando a la agricultura.
  - Arriba a la derecha: Un pico y una pala, representando la minería.
  - Abajo a la izquierda: Un brazo y un martillo, representando la manufactura.
  - Abajo a la derecha: Un ancla, representando la navegación.
  - En el centro: El escudo de armas de Estados Unidos, incluyendo el lema E Pluribus Unum.
  - El escudo está sujetado por un marinero y un hacendado (usualmente considerado un minero), representando la labor en el agua y la tierra.

- Inferior:
  - Una cornucopia, representando la prosperidad y la abundancia.
  - 13 lingotes de plomo, representando riqueza minera y los 13 estados originales de Estados Unidos.

El sello estatal hace hincapié en la minería y el transporte marítimo. En el tiempo en que Wisconsin se fundó, en 1848, la extracción de plomo y de hierro era la industria más importante, que terminó a principios del siglo XX debido a que los metales se agotaron. El estado también tuvo un vínculo importante en la navegación por sus conexiones desde los Grandes Lagos hasta el río Misisipi a través de Wisconsin. Esto fue gradualmente eliminado con la llegada de los ferrocarriles, desde mediados del siglo XIX.
La Secretaría de Estado es la custodia del gran sello de Wisconsin. El sello aparece en todas las salas de audiencias en el estado, a menudo junto con el sello del condado. También es la pieza central de la bandera del estado, que es básicamente el sello del estado sobre un fondo azul.

## Sellos del Gobierno de Wisconsin

Sello del Departamento de Corrección de Wisconsin
Sello del Departamento de Transporte de Wisconsin
Sello de la Corte Suprema de Wisconsin

- Datos: Q347606